# Estrées, Nord

Estrées este o comună în departamentul Nord, Franța. În 1 ianuarie 2022 avea o populație de 1.121 de locuitori.